# 마카베군

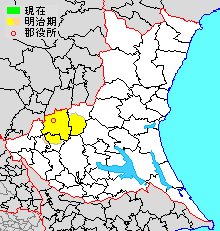
이바라키현 마카베군의 범위 (연노랑:후에 다른 군에 편입된 구역)

마카베군(真壁郡)은 일본 이바라키현(히타치국)에 있던 군이다.

## 군역
1878년 행정 구역으로 발족 당시의 군역은 아래 구역에 해당한다.
- 지쿠세이시 전역
- 시모쓰마시의 일부
- 사쿠라가와시의 일부
- 유키군 야치요정의 일부

## 역사
- 1878년 12월 2일 - 군구정촌 편제법이 마카베군에서 시행되면서, 행정 구역으로서의 마카베군이 발족.

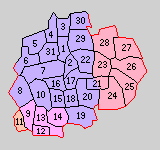
1.다케시마촌 2.고카이촌 3.가와마촌 4.나카촌 5.고쇼촌 6.이사촌 7.오타촌 8.세키모토정 9.가미쓰마촌 10.갓치촌 11.가와니시촌 12.시모쓰마정 13.다이호촌 14.도바노에촌 15.구로고촌 16.가타오자키촌 17.무라타촌 18.도바촌 19.우에노촌 20.오촌 21.나가사촌 22.후루사토촌 23.야가이촌 24.시오촌 25.마카베정 26.가바호촌 27.아마비키촌 28.
오쿠니촌 29.니하리촌 30.오구리촌 31.시모다테정 (분홍:시모쓰마시 보라:지쿠세이시 빨강:사쿠라가와시 등색:유키군 야치오정)

- 1889년 4월 1일 - 정촌제 시행으로, 아래의 정촌이 발족. 따로 표기한 경우 외는 현 지쿠세이사.(4정 27촌)
  - 다케시마촌(竹島村)
  - 고카이촌(養蚕村)
  - 가와마촌(河間村)
  - 나카촌(中村)
  - 고쇼촌(五所村)
  - 이사촌(伊讃村)
  - 오타촌(大田村)
  - 세키모토정(関本町)
  - 가미쓰마촌(上妻村): 현 시모쓰마시
  - 갓치촌(河内村)
  - 가와니시촌(川西村): 현 유키군 야치요정
  - 시모쓰마정(下妻町): 현 시모쓰마시
  - 다이호촌(大宝村): 현 시모쓰마시
  - 도바노에촌(騰波ノ江村): 현 시모쓰마시
  - 구로고촌(黒子村)
  - 가타오자키촌(嘉田生崎村)
  - 무라타촌(村田村)
  - 도바촌(鳥羽村)
  - 우에노촌(上野村)
  - 오촌(大村)
  - 나가사촌(長讃村): 현 지쿠세이시, 사쿠라가와시
  - 후루사토촌(古里村)
  - 야가이촌(谷貝村): 현 사쿠라가와시
  - 시오촌(紫尾村): 현 사쿠라가와시
  - 마카베정(真壁町): 현 사쿠라가와시
  - 가바호촌(樺穂村): 현 사쿠라가와시
  - 아마비키촌(雨引村): 현 사쿠라가와시
  - 오쿠니촌(大国村): 현 사쿠라가와시
  - 니하리촌(新治村)
  - 오구리촌(小栗村)
  - 시모다테정(下館町)
- 1951년 4월 1일 - 시모다테정·이사촌이 합병하여, 새로이 시모다테정이 발족.(4정 26촌)
- 1954년
  - 1월 1일 - 오촌이 개칭과 정제 시행으로 오무라정(大村町)이 됨.(5정 25촌)
  - 1월 22일 - 아마비키촌·오쿠니촌이 합병하여, 야마토촌(大和村)이 발족.(5정 24촌)
  - 2월 1일 - 다케시마촌·고카이촌이 시모다테정에 편입.(5정 22촌)
  - 3월 15일 - 시모다테정이 고쇼촌·나카촌·가와마촌·오타촌·가타오자키촌을 편입한 후 당일 시제 시행으로 시모다테시(下館市)가 되어, 군에서 이탈.(4정 16촌)
  - 4월 1일 - 다이호촌·도바노에촌이 시모쓰마정에 편입.(4정 15촌)
  - 6월 1일 - 시모쓰마정이 가미쓰마촌·유키군 후사카미촌·도요카미촌·쓰쿠바군 다카사이촌을 편입한 후에 당일 시제 시행으로 시모쓰마시(下妻市)가 되어, 군에서 이탈.(3정 14촌)
  - 11월 2일 - 나가사촌이 분할되어, 일부가 마카베정, 잔여부가 오무라정에 편입.(3정 13촌)
  - 11월 3일 - 오무라정·우에노촌·도바촌·무라타촌이 합병하여, 아케노정(明野町)이 발족.(3정 10촌)
  - 12월 1일(3정 5촌)
    - 오구리촌·니하리촌·후루사토촌이 합병하여, 교와촌(協和村)이 발족.
    - 마카베정·시오촌·야가이촌·가바호촌이 합병하여, 새로이 마카베정이 발족.
- 1955년 1월 1일 - 가와니시촌이 유키군 니시토요다촌·나카유키촌·안조촌·시모유키촌과 합병하여 유키군 이치요촌(八千代村)이 발족, 군에서 이탈.(3정 4촌)
- 1956년 8월 1일 - 세키모토정·갓치촌·구로고촌이 합병하여, 세키조정(関城町)이 발족.(3정 2촌)
- 1964년 12월 1일 - 교와촌이 정제 시행으로 교와정(協和町)이 됨.(4정 1촌)
- 2005년
  - 3월 28일 - 세키조정·아케노정·교와정이 시모다테시와 합병하여 지쿠세이시(筑西市)가 발족, 군에서 이탈.(1정 1촌)
  - 10월 1일 - 마카베정·야마토촌이 니시이바라키군 이와세정과 합병하여 사쿠라가와시(桜川市)가 발족. 이날 마카베군은 폐지됨.

## 참고 문헌
- 《가도카와 일본 지명 대사전》 편집위원회, 편집. (1983년 12월 1일). 《가도카와 일본 지명 대사전》. 8 이바라키현. 가도카와 쇼텐. ISBN 4040010809.